# 西藏野豌豆
西藏野豌豆（学名：Vicia tibetica）为豆科野豌豆属的植物，为中国的特有植物。分布在中国大陆的西藏等地，生长于海拔2,000米至4,300米的地区，常生长在次生林缘、山坡草地、高山松林及灌丛，目前已由人工引种栽培。